# روویگو
شهر  روویگو (به ایتالیایی: Rovigo) با جمعیت ۵۱٬۶۰۴ نفر  در ناحیه ونتو در کشور ایتالیا واقع شده‌است.